# Сабина фон Пфалц-Зимерн
Сабина фон Пфалц-Зимерн (на немски: Sabine von Pfalz-Simmern; * 13 юни 1528; † 19 юни 1578, Антверпен) от род Вителсбахи, е чрез женитба графиня на Егмонт и княгиня на Гавере.

## Живот
Дъщеря е на пфалцграф и херцог Йохан II фон Пфалц-Зимерн (1492 – 1557) и първата му съпруга Беатрикс фон Баден (1492 – 1535), дъщеря на маркграф Христоф I фон Баден. Тя е сестра на курфюрст Фридрих III фон Пфалц.
Сабина се омъжва на 8 април 1544 г. в Шпайер за граф Ламорал Егмонт, княз на Гавере (1522 – 1568). Сватбата се празнува по време на имперското събрание в Шпайер при присъствието на император Карл V и множество немски имперски князе.
Сабина молила на колене херцога на Алба за живота на нейния съпруг, който през 1568 г. е обезглавен в Брюксел. След смъртта на нейния съпруг Сабина и децата ѝ живеят бедно.
Сабина е погребана до нейния съпруг в Зотегем. Сърцето на Ламорал е поставено в дървена капсула на ковчега на Сабина.

## Деца
- Елеонора († 1582)

∞ 1574 граф Георг д'Хорнес от Хутекерке († 1608)
- Мария († 1584), монахиня
- Филип (1558 – 1590), граф на Егмонт, щатхалтер на Артоа
- Франциска († 1589)
- Ламорал II († 1617), граф на Егмонт
- Маделейна

∞ Флорис ван Ставеле, граф на Херлиес
- Мария Христина (1554 – 1622)

∞ 1. 1579 граф Едуард от Бурнонвиле от Хенин-Литард (1533 – 1585)
∞ 2. 1587 граф Вилхелм от Лалаинг от Хоогстратен (1563 – 1590)
∞ 3. граф Карл II фон Мансфелд (1543 – 1596)
- Изабелла († млада)
- Анна (1560 – ?), монахиня
- Сабина (1562 – 1614)

∞ 1595 граф Георг Еберхард фон Золмс-Лих (1568 – 1602)
- Йохана (1563 – ?), приорин в Брюксел
- Карл (1567 – 1620), граф на Егмонт, княз на Гавре